# Kazuki Hara
Kazuki Hara (原 一樹 Hara Kazuki?), född 5 januari 1985 i Chiba prefektur, är en japansk fotbollsspelare.
Hara började sin karriär 2007 i Shimizu S-Pulse. Efter Shimizu S-Pulse spelade han för Urawa Reds, Kyoto Sanga FC, Giravanz Kitakyushu, Kamatamare Sanuki och Roasso Kumamoto.